# Saint-Pierre-du-Mont (Landy)
Saint-Pierre-du-Mont – miejscowość i gmina we Francji, w regionie Nowa Akwitania, w departamencie Landy.
Według danych na rok 1990 gminę zamieszkiwało 7075 osób, a gęstość zaludnienia wynosiła 270 osób/km² (wśród 2290 gmin Akwitanii Saint-Pierre-du-Mont plasuje się na 50. miejscu pod względem liczby ludności, natomiast pod względem powierzchni na miejscu 347.).